# Sel·les
Els sel·les (en grec antic: Σελλοί) eren els sacerdots que interpretaven l'oracle de Zeus a Dodona. Els sel·les apareixen esmentats en la Ilíada en un sol vers, en el qual es diu:
| «                    | Zeus sobirà, Dodoneu, Pelàsgic, que habites lluny i regnes a Dodona d'hivern fred, on habiten els sel·les, els teus intèrprets, que no es renten els peus i dormen en terra, [..] | » |
| — Ilíada XVI 233-235 | |   |

La seva identificació i interpretació és controvertida, i tenen una relació important amb l'origen del nom dels grecs (hel·lens, Ἕλληνες).

## Nom
La interpretació sobre la identitat dels sel·les ha estat objecte d'un llarg debat, començat ja a l'antiguitat a propòsit del passatge de la Ilíada en què apareixen esmentats per primera vegada. En efecte, Estrabó (VII 7.10) diu que Píndar els anomena «hel·les» (en grec antic: Ἑλλοί), mentre que Sòfocles, a Les Traquínies, els anomena «sel·les», com també Aristòtil i Plini el Vell. Encara més, Apol·lodor diu que els sel·les s'anomenaven així, i ho argumenta a partir d'un riu anomenat Sel·leent (Σελλήεις), malgrat que Demetri d'Escepsis el situa a l'Èlida. Ja Aristarc deixa constància del debat entre els gramàtics a propòsit que en el dit vers de la Ilíada calgui llegir Ἑλλοί (és a dir, «hel·les»), malgrat que personalment es decanta per llegir «sel·les». Ziehen fa notar que, mentre que Sòfocles, Aristòtil i els altres empren la forma «sel·les» recollint la tradició d'Homer, en el cas de Píndar podria ser que el seu coneixement dels sel·les provengui d'una tradició diferent, tal vegada relacionada amb Hesíode, o bé que el text que coneixia d'Homer ja els anomenava «hel·les».
Efectivament, Estrabó també cita uns versos d'Hesíode en què es diu que Dodona es trobava en una plana fèrtil i rica en pastures anomenada «Hel·lòpia» (Ἑλλοπία), forma que Estrabó també documenta en Filòcor, pel qual seria una regió entorn de Dodona. Segons Chantraine, Hel·lòpia derivaria d'un etnònim no documentat *hèl·lops, que seria una formació paral·lela a la dels etnònims «dríops», «dòlops»..., i que remetria a la mateixa arrel dels hel·les. Aristòtil, per la seva banda, diu (Meteorologia I 14) que l'Hèl·lada original es trobava entorn del riu Aqueloos i Dodona, i que hi habitaven els sel·les i també un poble anomenat «grec» (Γραικός), que és el que posteriorment s'anomenà «hel·lè» (que és el terme grec per autoanomenar el seu propi poble).
La relació entre una variant i l'altra és possible sense trencar els principis de la gramàtica històrica pel que fa a la fonètica del grec, atès que en època prehistòrica la s- inicial s'aspirà i es convertí en h-, de manera que la forma «sel·les» es podria tractar d'una variant conservada com a arcaisme en la Ilíada o bé pròpia d'una varietat dialectal desconeguda que no hauria patit aquest canvi. Aquest terme seria a l'arrel del mot hel·lens, on el sufix (-ῆνες) seria el mateix que en el nom dels atamans, els enians, els acarnans...
Atès el caràcter panhel·lè del santuari de Zeus de Dodona, és possible que aquest terme local s'acabàs per fer servir per referir-se a tots els grecs.

## Funcions
A partir de la referència d'Homer, no es pot deduir si els sel·les eren una casta de sacerdots o una tribu o poble sencer. Segons Ziehen, eren totes dues coses: un grup tribal sencer (equiparable a un ἔθνος) que es dedicava enterament a l'oracle de Zeus, de manera semblant als eumòlpides a Eleusis, els brànquides a Dídima o els quraixites amb la Kaba.
Els sel·les obtenien les respostes, entre altres mètodes, interpretant els sons de les fulles d'un roure sagrat quan les movia el vent, o el repicar d'uns recipients de bronze penjats uns al costat d'altres. Hesíode diu que abans de passar a ser una casta sacerdotal, els sel·les eren un poble que tenia com a avantpassat comú un llenyataire, Hel·los o Sel·los, que va abandonar la seva destral quan, en el moment d'anar a tallar una alzina, un colom el va advertir de dalt d'una branca que era a punt de cometre una impietat.
Filòstrat (Imatges, II 33) descriu un conjunt artístic que hi havia a Dodona on es representaven els profetes de Zeus, i afirma que vivien al dia, sense cercar mitjans de subsistència, i es guanyaven el favor de Zeus sobrevivint només amb allò que tenien a la vora. Els sacerdots representats tenien diverses funcions: un era l'encarregat dels guarniments, un altre de les pregàries, un tercer recollia els pastissos dels sacrificis, un altre els grans d'ordi i els cistells i dos més s'ocupaven dels sacrificis cruents.
Heròdot diu que l'oracle l'interpretaven les pelèiades, dues o tres dones que haurien substituït els sel·les. Probablement es van introduir en un moment en què el primitiu oracle de Zeus es va complementar amb el culte a Dione, consort de Zeus i molt relacionada amb ell en els cultes primitius.
Una dificultat interpretativa recau en els mots d'Homer, en què diu que «no es rentaven els peus i dormien en terra» (ἀνιπτόποδες χαμαιεῦναι). Estrabó ho interpreta genèricament com a sinònim de 'bàrbar', però la major part de filòlegs moderns pensen que recull una pràctica real dels sel·les, amb un significat sagrat. El significat d'aquesta pràctica és desconegut, però es podria relacionar amb la incubació (en), és a dir, dormir en una zona sagrada amb la intenció de tenir somnis inspirats per la divinitat, però no hi ha evidències que hi hagués cap divinitat ctònica relacionada amb Dodona (solament Zeus), i, d'altra banda, no hi ha cap altra possible referència a la incubació relacionada amb Dodona.
D'altra banda, també és desconegut què podia tenir a veure el fet de dormir en terra amb el fet de no rentar-se els peus. Aquesta pràctica s'ha volgut relacionar amb un estil de vida ascètic, amb nombrosos paral·lels a l'Índia, i també es documenta una inscripció al santuari de Zeus Larasi, a Tral·les (Àsia Menor). Segons una interpretació, el fet de dormir en terra els faria entrar en comunió amb la divinitat, mentre que, durant el dia, l'única part del cos en contacte serien els peus, que no es rentarien per no trencar la comunió. Una altra interpretació va en la línia de considerar la brutor dels peus com a un estat màgic d'ascetisme.